# Принудительные меры воспитательного воздействия
Принудительные меры воспитательного воздействия — меры уголовно-правового характера, применяемые к несовершеннолетним, совершившим преступления, в порядке освобождения от уголовной ответственности, освобождения от наказания, либо вместо наказания. Данные меры направлены прежде всего на исправление несовершеннолетнего преступника и применяются обычно в случаях, когда исправление может быть достигнуто и без применения наказания.

## Природа мер воспитательного воздействия
По своему юридическому характеру данные меры трактуются неоднозначно. Обычно они выступают одной из форм реализации уголовной ответственности, помимо наказания, однако в некоторых странах (страны СНГ, кроме Казахстана, Литва) они выступают также альтернативой уголовной ответственности: законодательство этих государств допускает освобождение от уголовной ответственности с применением принудительных мер воспитательного воздействия. Такое освобождение допускается при совершении несовершеннолетним преступления небольшой тяжести (Таджикистан, Туркменистан, Узбекистан, Украина) или средней тяжести (Азербайджан, Армения, Грузия, Киргизия, Россия), если будет признано, что исправление несовершеннолетнего может произойти и без применения мер уголовной ответственности. В Албании, Алжире, Болгарии, Казахстане, Латвии, Монголии, Франции, Эстонии применение мер воспитательного характера допускается лишь в качестве альтернативы уголовному наказанию.
Законодательство ряда государств предусматривает применение этих мер вместо наказания для определённых возрастных категорий преступников. Так, только воспитательные меры могут быть применены к лицам в возрасте от 14 до 16 лет в Македонии, Федерации Боснии и Герцеговины, Хорватии; в возрасте от 14 до 18 лет в Испании; от 7 до 15 лет — в Египте, Кувейте, Ливане, Сирии; от 7 до 14 лет — в Таиланде. В последнем государстве суд может применить следующие меры к данной возрастной категории лиц: предупреждение и передача под надзор родителя или опекуна на срок не более 3 лет.
Законодательство Мали предусматривает применение данных мер в рамках процедуры посредничества при примирении несовершеннолетнего преступника и потерпевшего.
Принудительные меры воспитательного воздействия имеют сходство с условным осуждением, так как зачастую при злостном их неисполнении они подлежат отмене с применением к осуждённому реальных мер ответственности (страны СНГ).

## Принудительные меры воспитательного воздействия в законодательстве стран мира
Институт принудительных мер воспитательного воздействия присутствует в уголовном законодательстве стран СНГ и Балтии, бывших республик Югославии, Албании, Болгарии, Венгрии, Вьетнама, Кирибати, Нидерландов, Румынии, Филиппин, Швеции, Эфиопии. В специальных законах о статусе несовершеннолетних данные меры регламентируется в Германии, Египте, Испании, Кении, Кувейте, Мали, Португалии, Франции, Швейцарии. И в специальном, и в уголовном законодательстве они предусмотрены в Болгарии, Сербии и Эстонии.
Данные меры в различных странах носят различные наименования: «принудительные меры воспитательного воздействия» (страны СНГ, Латвия, Монголия), «принудительные меры» (Узбекистан), «меры воспитательного воздействия) (Литва), «воспитательные меры» (страны бывшей Югославии), «меры воспитания, лечения или исправления» (Польша), «меры защиты, помощи, надзора и воспитания» (Франция), «меры защиты» (Япония) и др. Законодательство Судана рассматривает данную категорию мер наряду с иными «мерами по надзору и исправлению», которые могут применяться также к престарелым и страдающим психическими расстройствами. В некоторых странах данные меры рассматриваются в более общем институте мер безопасности (Молдова, Турция и др.). УК Грузии рассматривает данные меры наряду с наказанием в рамках формулировки «меры уголовного воздействия в отношении несовершеннолетних».

## Виды мер воспитательного воздействия
Законодательством стран мира могут предусматриваться следующие меры воспитательного воздействия:
- предупреждение или выговор (страны СНГ, бывшие республики Югославии, Германия, Египет, Испания, Кувейт, Литва, Португалия, Румыния, Судан, Таиланд, Чили, Эстония);
- передача под надзор родителей или лиц, их заменяющих, либо соответствующего государственного органа (страны СНГ и Балтии, бывшие республики Югославии, Англия, Германия, Египет, Кувейт, Марокко, Монголия, Португалия, Сирия, Судан, Таиланд, Франция, Чили, Эстония);
- наложение обязанности возместить ущерб, причинённый преступлением, или иным образом загладить причиненный вред (страны СНГ, Англия, Федерация Боснии и Герцеговины, Латвия, Литва, Мали, Монголия, Нидерланды, Швейцария);
- наложение ограничений, связанных с проведением досуга, или установление иных требований к поведению несовершеннолетнего (страны СНГ, Англия, Египет, Испания, Македония, Марокко, Португалия, Швейцария); во Франции данная мера носит название «контролируемой свободы» (фр. la liberte surveillee);
- передача в семью, подходящую для воспитания (Федерация Боснии и Герцеговины, Испания, Македония, Португалия, Швейцария);
- помещение в режим помощи (Португалия, Швейцария);
- общественные работы (Федерация Боснии и Герцеговины, Испания, Литва, Мали, Нидерланды, Эстония);
- возложение обязанности извиниться перед потерпевшим (публично или в иной форме на усмотрение суда) (Белоруссия, Федерация Боснии и Герцеговины, Мали).
- помещение в учебно-воспитательное учреждение (страны СНГ и Балтии, бывшие югославские республики, Албания, Англия, Болгария, Венгрия, Вьетнам, Германия, Египет, Зимбабве, Испания, Кения, Кувейт, Марокко, Португалия, Румыния, Сирия, Судан, Франция, Чили, Швейцария, Швеция, Япония).

Часть данных мер имеет лишь формальные отличия от уголовных наказаний (например, общественные работы).

### Помещение в учебно-воспитательное учреждение
Помещение в учебно-воспитательное учреждение рассматривается как наиболее суровая мера воспитательного воздействия. В различных странах существует множество видов подобных учреждений, отличающихся как названием, так и режимом содержания. 
Законодательство Армении, Беларуси, Молдовы использует для именования данных учреждений термин «учебно-воспитательное или лечебно-воспитательное учреждение», Болгарии — «воспитательное училище-интернат», России — «специальное учебно-воспитательное учреждение закрытого типа». В Эстонии различаются помещение несовершеннолетних в воспитательный дом для молодёжи, школу-интернат и школу для учащихся, нуждающихся в особых условиях воспитания. 
В Федерации Боснии и Герцеговины и Македонии проводится различие между воспитательными и воспитательно исправительными учреждениями (в Македонии последние называются «дом образования и исправления»): исправительные учреждения характеризуются более строгими требованиями режима. УК Черногории предусматривает помещение несовершеннолетних в воспитательные, воспитательно-исправительные учреждения, а также в учреждения для лечения и профессиональной подготовки. В Испании выделяются учреждения с закрытым, полуоткрытым и открытым режимом, а также лечебные учреждения.
Во Франции возможно направление несовершеннолетних в воспитательные учреждения, учреждения профессионального обучения, в медицинское или медико-педагогическое учреждение, а также в интернат для несовершеннолетних правонарушителей («учреждение надзираемого или исправительного воспитания»). Законодательство Марокко предусматривает помещение несовершеннолетних в воспитательное или образовательное государственное или частное учреждение, приспособленное для этого; в лечебное либо в лечебно-воспитательнос учреждение; в интернат для юных правонарушителей школьного возраста.

### Содержание иных мер воспитательного воздействия
Конкретное содержание мер воспитательного воздействия раскрывается лишь в законодательстве некоторых стран (страны СНГ, бывшие республики Югославии, Литва и др.).
Так, УК РФ и других государств СНГ раскрывают содержание следующих мер:
- предупреждение состоит в разъяснении несовершеннолетнему вреда, причиненного его деянием, и последствий повторного совершения преступлений;
- передача под надзор состоит в возложении на родителей или лиц, их заменяющих, либо на специализированный государственный орган обязанности по воспитательному воздействию на несовершеннолетнего и контролю за его поведением;
- ограничение досуга и установление особых требований к поведению несовершеннолетнего могут предусматривать запрет посещения определенных мест, использования определенных форм досуга, в том числе связанных с управлением механическим транспортным средством, ограничение пребывания вне дома после определенного времени суток, выезда в другие местности без разрешения специализированного государственного органа. Несовершеннолетнему может быть предъявлено также требование возвратиться в образовательное учреждение либо трудоустроиться с помощью специализированного государственного органа, а также иные требования на усмотрение суда.

## Принудительные меры воспитательного воздействия в праве России
Российское законодательство не рассматривает принудительные меры воспитательного воздействия как разновидность наказания. Они представляют собой разновидность иных мер уголовно-правового характера, направленную на перевоспитание лица, совершившего преступление. Данные меры могут входить в содержание уголовной ответственности или не охватываться ею. УК РФ предусмотрены следующие принудительные меры воспитательного воздействия (ст. 90, 91 УК РФ):
- предупреждение — разъяснение несовершеннолетнему вреда, причиненного его деянием, и последствий повторного совершения преступлений;
- передача под надзор родителей или лиц, их заменяющих, либо специализированного государственного органа — возложение на родителей или лиц, их заменяющих, либо на специализированный государственный орган (комиссию по делам несовершеннолетних и защите их прав) обязанности по воспитательному воздействию на несовершеннолетнего и контролю за его поведением;
- возложение обязанности загладить причиненный вред (с учетом имущественного положения несовершеннолетнего и наличия у него соответствующих трудовых навыков);
- ограничение досуга и установление особых требований к поведению несовершеннолетнего — запрет посещения определенных мест, использования определенных форм досуга, в том числе связанных с управлением механическим транспортным средством, ограничение пребывания вне дома после определенного времени суток, выезда в другие местности без разрешения специализированного государственного органа; требование возвратиться в образовательную организацию либо трудоустроиться с помощью специализированного государственного органа; иные меры по усмотрению суда;
- помещение в специальное учебно-воспитательное учреждение закрытого типа.

Все эти меры, кроме последней, могут применяться как в порядке освобождения от уголовной ответственности, так и в порядке освобождения от уголовного наказания, и применяются при совершении преступлений небольшой и средней тяжести. Помещение в учебно-воспитательное учреждение закрытого типа допускается только в рамках освобождения от уголовного наказания, и применяется также при совершении тяжких преступлений, за исключением перечисленных в ч. 5 ст. 92.
При применении данных мер суд должен учитывать различные обстоятельства. В частности, решая вопрос о передаче несовершеннолетнего под надзор родителей или лиц, их заменяющих, суд должен убедиться в том, что указанные лица имеют положительное влияние на него, правильно оценивают содеянное им, могут обеспечить его надлежащее поведение и повседневный контроль за ним, а также согласны на передачу им несовершеннолетнего под надзор. Несовершеннолетнему может быть назначено одновременно несколько принудительных мер воспитательного воздействия. 
Срок применения принудительных мер воспитательного воздействия в виде передачи под надзор родителей, лиц их заменяющих или специализированного государственного органа, а также ограничения досуга и установления особых требований к поведению несовершеннолетнего, устанавливается следующей продолжительностью:
- от 1 месяца до 2 лет при совершении преступления небольшой тяжести;
- от 6 месяцев до 3 лет — при совершении преступления средней тяжести.

Помещение в специальное учебно-воспитательное учреждение закрытого типа является наиболее строгой принудительной мерой воспитательного воздействия, сходной по своему содержанию с лишением свободы. В то же время, в отличие от наказания, применение данной меры не влечёт судимости. Вопрос о направлении несовершеннолетнего осужденного в специальное учебно-воспитательное учреждение закрытого типа может быть решен судом лишь при наличии медицинского заключения о возможности его пребывания в таком учреждении. При этом необходимо учитывать, что в указанное специальное учебно-воспитательное учреждение направляются несовершеннолетние осужденные, которые нуждаются в особых условиях воспитания, обучения и требуют специального педагогического подхода. Несовершеннолетний может быть помещен в указанное учреждение до достижения им возраста 18 лет, но не более чем на 3 года.
Пребывание несовершеннолетнего в специальном учебно-воспитательном учреждении закрытого типа может быть прекращено до истечения срока, установленного судом, если судом будет признано, что несовершеннолетний не нуждается более в применении данной меры, либо если у него выявлено заболевание, препятствующее его содержанию и обучению в указанном учреждении. Срок пребывания в учреждении может также восстанавливаться судом в случае уклонения несовершеннолетнего от пребывания в нём, а также продляться судом, если будет признано, что несовершеннолетний нуждается в дальнейшем применении данной меры. Однако общий срок пребывания несовершеннолетнего в указанном учреждении не может превышать 3 лет.
Кроме того, продление срока пребывания в учебно-воспитательном учреждении допускается по ходатайству несовершеннолетнего при необходимости завершения освоения несовершеннолетним соответствующих образовательных программ или завершения профессионального обучения.
Принудительные меры воспитательного воздействия могут отменяться в случае их систематического неисполнения. Под систематическим неисполнением несовершеннолетним принудительной меры воспитательного воздействия следует понимать неоднократные (более двух раз) нарушения в течение назначенного судом срока применения принудительной меры воспитательного воздействия, которые были зарегистрированы в установленном порядке специализированным органом, осуществляющим контроль за поведением подростка. В таком случае несовершеннолетний привлекается к уголовной ответственности. Если несовершеннолетнему назначено одновременно несколько принудительных мер воспитательного воздействия и в течение определенного срока он допустил единичные нарушения (не более двух раз по каждой из них), такие нарушения не могут быть признаны систематическими.